# وامانریپا (هوئورا)
وامانریپا (به اسپانیایی: Wamanripa) یک کوه در پرو است که در Peru, Lima Region, Huaura Province واقع شده‌است. وامانریپا ۵٬۰۰۰ متر بالاتر از سطح دریا واقع شده‌است.